# Baz Warne
Baz Warne, właśc. Barry Warne (ur. 25 marca 1964 w Sunderland, Anglia) – brytyjski muzyk, wokalista, kompozytor. Najbardziej znany jako gitarzysta i wokalista angielskiego zespołu punkowo-nowofalowego The Stranglers.
W latach 1983–84 był basistą punkowego zespołu The Toy Dolls. W 2000 roku zostaje gitarzystą The Stranglers (w miejsce Johna Ellisa). Śpiewa też chórki. Gdy w 2006 roku zespół opuszcza Paul Roberts zostaje wokalistą The Stranglers. Razem z grupą wystąpił kilka razy w Polsce: 9 lipca 2005 na festiwalu Union of Rock w Węgorzewie, 14 marca 2007 w Hali Orbita we Wrocławiu w ramach Przeglądu Piosenki Aktorskiej, 3 sierpnia 2008 w Kostrzynie nad Odrą w ramach Przystanku Woodstock, oraz 18 stycznia 2009 r. w warszawskim Klubie Proxima i 16 czerwca 2018 w Oświęcimiu podczas Tauron Live Festiwal.
Podczas trasy Feel It Live, 18 marca 2013 w Birmingham Warne zagrał swój jubileuszowy koncert z The Stranglers. Był to pięćsetny występ począwszy od debiutu 27 maja 2000 na Schwung Festival w Belgii.

## Dyskografia

### z Toy Dolls
- "Cheerio & Toodle Pip" (singel 1983)
- "Alfie From The Bronx" (singel 1983)
- "We're Mad" (singel 1984)

### albumy z The Stranglers
- 5 Live 01 (2001)
- Laid Black – Acoustic Album (2002)
- Norfolk Coast (2004)
- Coast to Coast: Live on Tour (2005)
- Suite XVI (2006)
- Rattus at the Roundhouse (DVD) (2007)
- Themeninblackinbrugge – Live Acoustic Album (2008)
- Live at the Apollo 2010 (DVD & CD) (2010)
- Giants (2012)

### single z The Stranglers
- "Big Thing Coming" (2004)
- "Long Black Veil" (2004)
- "Spectre of Love" (2006)